# Pinball HD
Pinball HD (укр. Пінбол HD) — відеогра в пінбол, розроблена і видана російсько-українською студією Gameprom для iOS, Android та MacOS.
Гра складається з трьох раніше випущених пінбольних ігор:
1. Jungle Style (укр. Стиль Джунглів)[1]
2. The Deep (укр. Глибина)[1]
3. Wild West (укр. Дикий Захід)[1]

Кожну таблицю можна переглядати в портретному або ландшафтному режимах на iPad. У ландшафтному режимі відображається весь стіл, тоді як у портретному режимі можна панорамувати та масштабувати стіл, слідуючи за кулею. Дотик до будь-якої сторони екрана iPad активує відповідні ласти.

## Виробництво

### Mac OS
Версія гри також була створена для Mac OS і доступна в Mac App Store. Гра дуже схожа на версію для iPad, оскільки в ній також є три різні пінбольні ігри та схоже управління.

### Android
Також було створено версію гри для Android, яка доступна в Google Play.